# Portraits à la Bourse
Portraits à la Bourse est un tableau peint par Edgar Degas entre 1878 et 1879. Il mesure 100 cm de haut sur 82 cm de large. Il est conservé au Musée d'Orsay à Paris.